# Todd Pearson
Todd Pearson (Geraldton, 11 novembre 1977) è un ex nuotatore australiano.
Ha vinto la medaglia d'oro nella staffetta 4x200 m sl ai Giochi olimpici di Sydney 2000.

## Palmarès
- Olimpiadi

Sydney 2000: oro nella 4x100m sl e nella 4x200m sl.
Atene 2004: argento nella 4x200m sl.
- Mondiali

Fukuoka 2001: oro nella 4x100m sl e nella 4x200m sl.
- Mondiali in vasca corta

Hong Kong 1999: oro nella 4x100m sl.
Mosca 2002: oro nella 4x200m sl.
- Giochi PanPacifici

Yokohama 2002: oro nella 4x100m sl.
- Giochi del Commonwealth

Manchester 2002: oro nella 4x100m sl.
- Universiadi

Sicilia 1997: argento nella 4x100m sl.